# Neoathyreus biceps
Neoathyreus biceps là một loài bọ cánh cứng trong họ Geotrupidae. Loài này được Felsche miêu tả khoa học năm 1909.